# Lorenzo Calonga
Lorenzo Calonga (né le 23 août 1929 - mort le 22 septembre 2003) était un joueur de football paraguayen, qui évoluait en attaque.

## Biographie
Il joue d'abord notamment dans le club paraguayen du Club Guaraní, équipe dans laquelle il évolue lorsqu'il prend part à la coupe du monde 1950 au Brésil avec l'équipe du Paraguay de football.
Lorenzo Calonga dispute son unique rencontre internationale le 13 mai 1950 contre le Brésil.
Il rejoint ensuite l'équipe colombienne de l'Independiente Medellín entre 1955 et 1957 où il remporte le championnat à deux reprises.